# جون بورتون كليلاند
جون بورتون كليلاند هو عالم أسترالي مشهور في علم التاريخ الطبيعي وعلم الأحياء المجهرية وعلم الفطريات وعلم الطيور. عمل أستاذا في علم الأمراض في جامعة أديليد.
يختصر اسمه بالمختصر (Cleland) في تسجيل الاسم النباتي.